# Saint-Eloy
Saint-Eloy är en kommun i departementet Finistère i regionen Bretagne i västra Frankrike. Kommunen ligger i kantonen Daoulas som tillhör arrondissementet Brest. År 2022 hade Saint-Eloy 221 invånare.

## Befolkningsutveckling
Antalet invånare i kommunen Saint-Eloy
Referens:INSEE